# Nadja Petrova
Nadja Petrova, rus. Надежда Викторовна Петрова (Moskva, 8. lipnja 1982.) umirovljena je ruska tenisačica. Osvajačica je 9 WTA turnira u pojedinačnoj konkurenciji i 15 turnira u konkurenciji parova. Najbolji dosadašnji plasman u karijeri joj je 3. mjesto u obje konkurencije.

## Obiteljski život
Nadja je rođena u Moskvi kao dijete sportskih roditelja, oca Viktora (bacač kladiva) i majke Nadežde Iljine koja se bavila atletikom. Njeni roditelji i danas rade kao treneri. Kao dijete mnogo je putovala sa svojim roditeljima, a jedan dio života je provela u Egiptu, gdje ju je trenirao egipatski trener Mohamed Seif.

## Sportska karijera

### Početci
Kao juniorka, Nadja je osvojila juniorski Roland Garros 1998. godine, pobijedivši Jelenu Dokić u finalu. Iste je godine bila u finalu "Orange Bowla", prestižnog turnira u juniorskoj konkurenciji, gdje ju je porazila sunarodnjakinja Jelena Dementijeva. 1999. je igrala i finale US Opena u juniorskoj konkurenciji.
Svibnja 1998. godine dobila je pozivnicu za svoj prvu profesionalni turnir. Bilo je to u Varšavi, ali nije otišla dalje od drugog kola. Već iste godine plasirala se među 100 tenisačica na WTA listi. 
2000. godine je dostigla treće kolo Australian Opena i četvrtfinale Miamija.  Završila je sezonu kao pedeseta igračica svijeta, što je tada bila njena najviša pozicija na WTA listi. Sljedeće godine od zapaženijih rezultata se izdvajaju četvrta kola Roland Garrosa i US Opena, te 38. pozicija na WTA listi. Sljedeće godine je zbog mnogih ozljeda propustila dosta turnira, pa je ispala iz prvih 100 tenisačica svijeta.

### 2003. godina
Kao 76. igračica svijeta, dostigla je polufinale Roloand Garrosa, pobijedivši na turniru dvije bivše prve tenisačice svijeta, Monicu Seles i Jennifer Capriati. Tako je postala treća najniže rangirana tenisačica koja je igrala polufinale ovog Grand Slama. Nakon ovog turnira, postala je 30. igračica svijeta. Uslijedila su polufinala turnira u Hertogenboschu, Zürichu i Philadelphiji. Kraj sezone dočekala je kao 12. igračica svijeta.

### 2004. godina
Ova sezona bila je izrazito uspješna za Petrovu. Već na samom početku igra finale turnira "Golden Coast". U ožujku prvi put ulazi među 10 najboljih tenisačica svijeta (9.) Do kraja sezone igrala je polufinale na pet turnira. Gubitak velikog broja bodova, ispadanjem u 3. kolu Roland Garrosa (gdje je branila bodove prošlogodišnjeg polufinala), koštao ju je završetka sezone van 10 najboljih na WTA listi.

### 2005. godina
Sâm početak sezone nije počeo izrazito uspješno, izuzev četvrtog kola Australian Opena. U Berlinu i Bangkoku igra svoje treće i četvrto finale u karijeri, a uspješna je bila i u Roland Garrosu (polufinale) i Wimbledonu (četvrtfinale). Poslije Wimbledona igra u pet polufinala zaredom, da bi napokon u austrijskom Linzu osvojila svoj prvi turnir u karijeri. Dobri rezultati u ovoj sezoni doveli su je na WTA Masters u Los Angeles, ali je natjecanje završila sa samo jednom pobjedom u tri meča u grupi. Sezonu završava kao deveta igračica svijeta.

### 2006. godina
Na turnira u Amelia Islandu osvaja svoju drugu titulu u kariji. Isti uspjeh ponavlja u Charlestonu i Berlinu. Zbog sjajnih rezultata u ovoj godini smatrana je jednim od glavnih favorita za osvajanje Roland Garrosa, ali ju je na opće iznenađenje, u prvom kolu porazila Japanka Akiko Morigami. Sve do turnira u Stuttgartu Nadja nije imala zapaženijih rezultata. Osvajanjem ovog turnira ponovo se vraća među pet najboljih tenisačica svijeta. Do kraja godine ima još finale Kupa Kremlja (Ana Čakvetadze) i finale turnira u Linzu, gdje je branila naslov. Na završnom turniru u Madridu zabilježila je samo jednu pobjedu u grupnoj fazi natjecanja. Godinu završava kao šesta igračica svijeta.

### 2007. godina
Sezonu je počela igrajući Hopmanov kup s Tursunovim, gdje su i osvojili titulu. U Parizu osvaja svoj sedmi naslov u karijeri. Sve do Wimbledona nije ostvarila zapaženije uspjehe. Po drugi put zaredom je ispala u prvom kolu Roland Garrosa. Četvrto kolo Wimbledona joj je bio najbolji rezultat na posljednjih 6 turnira iz Grand Slam skupine. Slabi rezultati u ostatku sezone su rezultirali ispadanjem iz prvih deset tenisačica svijeta, ali joj za utjehu ostaje činjenica da je kao članica Fed Cup reprezentacije Rusije osvojila ovo prestižno natjecanje.

### 2008. godina
Na velikom broju turnira Nadja ispada već u ranoj fazi natjecanja. U prvoj polovici sezone izdvaja se jedino finale turnira u Eastbournu, gdje ju je porazila Agnieszka Radwańska u tri seta. Nešto bolju igru prikazala je u Wumbledonu gdje je ispala u četvrtfinalu. Do kraja sezone osvojila je turnire u Cinncinnatiju i Quebec Cityju, igra finale Stuttgarta i polufinale turnira u Baliju. Kao prva rezerva je stigla na završni turnir sezone, gdje je odigrala samo jedan meč, nakon povlačenja Serene Williams, ali je i u tom meču poražena. Godinu završava kao jedanaesta tenisačica svijeta.

## Osvojeni turniri u pojedinačnoj konkurenciji (9)
| Legenda (Pojedniačno) |
| Tier I (2)            |
| Tier II (5)           |
| Tier III (2)          |
| Tier IV & V (0)       |
| Grand Slam (0)        |
| WTA Prvenstvo (0)     |

| Br. | Nadnevak            | Turnir                          | Podloga         | Suparnica u finalu  | Rezultat      |
| 1.  | 30. listopada 2005. | Linz, Austrija                  | Tvrda (dvorana) | Patty Schnyder      | 4:6, 6:3, 6:1 |
| 2.  | 4. ožujka 2006.     | Doha, Katar                     | Tvrda           | Amélie Mauresmo     | 6:3, 7:5      |
| 3.  | 9. travnja, 2006.   | Amelia Island, Florida, SAD     | Zemlja          | Francesca Schiavone | 6:4, 6:4      |
| 4.  | 16. travnja 2006.   | Charleston, South Carolina, SAD | Zemlja          | Patty Schnyder      | 6:3, 4:6, 6:1 |
| 5.  | 14. svibnja 2006.   | Berlin, Njemačka                | Zemlja          | Justine Henin       | 4:6, 6:4, 7:5 |
| 6.  | 8. listopada 2006.  | Stuttgart, Njemačka             | Tvrda (dvorana) | Tatiana Golovin     | 6:3, 7:6      |
| 7.  | 5. veljače 2007.    | Pariz, Francuska                | Tepih           | Lucie Šafářová      | 4:6, 6:1, 6:4 |
| 8.  | 17. kolovoza 2008.  | Cincinnati, SAD                 | Tvrda           | Nathalie Dechy      | 6:2, 6:1      |
| 9.  | 2. studenog 2008.   | Quebec City, Kanada             | Tepih (Dvorana) | Bethanie Mattek     | 4:6, 6:4, 6:1 |

## Nagrade
- Tenisačica s najvećim napretkom na WTA listi (2004.)

## Vanjske poveznice
- Nadjina službena mrežna stranica  Arhivirana inačica izvorne stranice od 7. ožujka 2007. (Wayback Machine)